# Доу, Том
Томас Бартуэлл (Том) Доу (англ. Thomas Bartwell (Tom) Doe; 12 октября 1912, Такома, Вашингтон — 19 июля 1969, Хендерсонвилл, Северная Каролина) — американский бобслеист. Серебряный призёр зимних Олимпийских игр 1928 года.

## Биография
Том Доу родился 13 октября 1912 года в американском городе Такома в штате Вашингтон.
В 1920-е годы жил в Европе, занимался бобслеем. В то время в США не было бобслейных трасс, поэтому состав сборной Штатов формировали из спортсменов, тренирующихся в Европе.
В 1928 году вошёл в состав сборной США на зимних Олимпийских играх в Санкт-Морице. В соревнованиях пятёрок первый экипаж США, за который также выступали Дженнисон Хитон, Дэвид Грейнджер, Лиман Хайн и Джей О’Брайен, завоевал серебряную медаль, показав по сумме двух заездов результат 3 минуты 21,0 секунды и уступив 0,5 секунды выигравшему золото второму экипажу США.
Отец Тома был экс-президентом корпорации Sperry и руководителем корпорации Vickers, которую впоследствии возглавлял Доу.
После выхода на пенсию жил на молочной ферме в Ашвилле в штате Северная Каролина.
Умер 19 июля 1969 года в городе Хендерсонвилл в Северной Каролине.